# Тоні Белью
Тоні Белью (англ. Tony Bellew, нар. 30 листопада 1982, Ліверпуль, Англія) — британський боксер-професіонал. Виступав у напівважкій, першій важкій і важкій вазі в боксі. Чемпіон Британської Співдружності за версією CBC (2010—2011) в напівважкій вазі, чемпіон Європи за версією EBU (2015), чемпіон світу за версією WBC (2016 — 2017) в першій важкій вазі .

## Життєпис
У дитинстві займався футболом і є прихильником цього виду спорту, уболіває за ліверпульський «Евертон». Згодом перейшов у кікбоксинг, де виграв 100 з 104 проведених поєдинків. Боксом почав займатися у 20 років. Провівши до 2007 року 47 поєдинків, перейшов у професіонали. Перший чемпіонський бій провів у 2011 році проти співвітчизника Натана Клеверлі, але поступився за рішенням суддів. Через 2 роки отримав другий шанс, вийшовши проти чемпіона світу в напівважкій вазі канадця Адоніса Стівенсона. Белью, якому довелося втрачати вагу перед боєм, знову програв, на цей раз технічним нокаутом. Після цього вирішив піднятися в першу важку вагу, де зі зростом у 191 см почував себе набагато комфортніше. Наступного року Белью зумів взяти реванш у Натана Клеверлі, вигравши розділеним рішенням суддів. Чемпіоном світу став у 2016 році на рідному «Гудісон-Парку», перемігши Ілунгу Макабу з Демократичної Республіки Конго і здобувши вакантний пояс за версією WBC в першій важкій вазі.
2017 року перейшов у важку вагову категорію і у березні 2017 та травні 2018 двічі достроково переміг колишнього чемпіона світу в першій важкій ваговій категорії за версіями WBA, WBC, The Ring та WBO і у важкій ваговій категорії за версією WBA, британця Девіда Хея. Після цього вирішив завершити кар'єру, але прийняв виклик українця Олександра Усика, який кинув його Белью після перемоги над Муратом Гассієвим в об'єднувальному поєдинку в першій важкій вазі в липні 2018 року. Бій з Усиком в рамках першої важкої ваги відбувся 10 листопада 2018 року на батьківщині британця в Манчестері. В історії професійного боксу Тоні Белью став лише другим боксером після американця Джермейна Тейлора, який претендував на титул всіх чотирьох основних боксерських організацій в одному поєдинку. Після семи раундів за суддівськими записами Белью перемагав українця за очками, але у восьмому Олександр Усик відправив британця в нокаут. Після завершення поєдинку Тоні Белью оголосив про завершення професійної боксерської кар'єри.

### Таблиця боїв
| 30 Перемог (20 нокаутом, 10 за рішення суддів), 3 Поразки (2 нокаутом, 1 за рішення суддів), 1 Нічия' |           |        |                        |        |               |                   |                                                | |
| Номер п/п                                                                                             | Результат | Рекорд | Суперник               | Спосіб | Раунд, час    | Дата              | Місце проведення                               | Примітки |
| 34 | Поразка   | 30–3–1 | Олександр Усик         | TKO    | 8 (12), 2:00  | 10 листопада 2018 | Манчестер Арена, Манчестер, Англія             | Бій за титули WBA, WBC, IBF, WBO і The Ring в першій важкій вазі                                                    |
| 33 | Перемога  | 30–2–1 | Девід Хей              | TKO    | 5 (12), 2:14  | 5 травня 2018     | О2 Арена, Лондон, Англія                       | |
| 32 | Перемога  | 29–2–1 | Девід Хей              | TKO    | 11 (12), 2:16 | 4 березня 2017    | О2 Арена, Лондон, Англія                       | |
| 31 | Перемога  | 28–2–1 | Бі Джей Флорес         | KO     | 3 (12), 2:11  | 15 жовтня 2016    | Ехо Арена, Ліверпуль, Англія                   | 1-й захист титулу чемпіона світу за версією WBC в першій важкій вазі                                                |
| 30 | Перемога  | 27–2–1 | Ілунга Макабу          | KO     | 3 (12), 1:20  | 29 травня 2016    | Гудісон-Парк, Ліверпуль, Англія                | Завоював вакантний титул чемпіона світу за версією WBC в першій важкій вазі                                         |
| 29 | Перемога  | 26–2–1 | Матеуш Мастернак       | UD     | 12            | 12 грудня 2015    | О2 Арена, Лондон, Англія                       | Завоював вакантний титул чемпіона Європи за версією EBU у першій важкій вазі. Рахунок: 115-112, 115-112, 115-113    |
| 28 | Перемога  | 25–2–1 | Артурс Кулікаускіс     | TKO    | 5 (8), 2:07   | 5 вересня 2015    | First Direct Arena, Лідс, Англія               | |
| 27 | Перемога  | 24–2–1 | Івіца Бакурін          | TKO    | 10 (10), 1:12 | 26 Jun 2015       | Ехо Арена, Ліверпуль, Англія                   | |
| 26 | Перемога  | 23–2–1 | Натан Клеверлі         | SD     | 12            | 22 листопада 2014 | Ехо Арена, Ліверпуль, Англія                   | |
| 25 | Перемога  | 22–2–1 | Жуліо Сезар дус Сантус | TKO    | 5 (12), 1:17  | 12 липня 2014     | Ехо Арена, Ліверпуль, Англія                   | Захистив титул чемпіона за версією WBO International в першій важкій вазі                                           |
| 24 | Перемога  | 21–2–1 | Валерій Брудов         | KO     | 12 (12), 2:24 | 15 березня 2014   | Ехо Арена, Ліверпуль, Англія                   | Завоював вакантний титул чемпіона за версією WBO International в першій важкій вазі                                 |
| 23 | Поразка   | 20–2–1 | Адоніс Стівенсон       | TKO    | 6 (12), 1:50  | 30 листопада 2013 | Колізей Пепсі, Квебек-Сіті, Канада             | Бій за титули чемпіона світу за версіями WBC і The Ring в напівважкій вазі                                          |
| 22 | Перемога  | 20–1–1 | Айзек Чілемба          | UD     | 12            | 25 травня 2013    | О2 Арена, Лондон, Англія                       | Захистив титул чемпіона за версіями WBC Silver в напівважкій вазі. Рахунок: 116-112, 117-112, 116-112               |
| 21 | Нічия     | 19–1–1 | Айзек Чілемба          | SD     | 12            | 30 березня 2013   | Ехо Арена, Ліверпуль, Англія                   | Захистив титул чемпіона за версіями WBC Silver в напівважкій вазі. Рахунок: 112-116, 114-114, 116-115               |
| 20 | Перемога  | 19–1   | Роберто Болонті        | UD     | 12            | 17 листопада 2012 | Кепітал ФМ Арена, Ноттінгем, Англія            | Завоював вакантний титул чемпіона за версіями WBC Silver в напівважкій вазі. Рахунок: 120-106, 119-107, 120-106     |
| 19 | Перемога  | 18–1   | Едісон Міранда         | TKO    | 9 (12), 1:54  | 8 вересня 2012    | Олександра-палас, Лондон, Англія               | Завоював вакантний титул чемпіона за версіями WBC International Silver в напівважкій вазі]] light-heavyweight title |
| 18 | Перемога  | 17–1   | Денні Макінтош         | KO     | 5 (12), 0:38  | 27 квітня 2012    | Ехо Арена, Ліверпуль, Англія                   | Завоював титул чемпіона Великої Британії за версіями BBBofC в напівважкій вазі                                      |
| 17 | Поразка   | 16–1   | Натан Клеверлі         | MD     | 12            | 15 жовтня 2011    | Ехо Арена, Ліверпуль, Англія                   | Бій за титул чемпіона світу за версією WBO в напівважкій вазі. Рахунок: 112-117, 114-114, 113-116                   |
| 16 | Перемога  | 16–0   | Овілл Маккензі         | UD     | 12            | 16 липня 2011     | Ехо Арена, Ліверпуль, Англія                   | |
| 15 | Перемога  | 15–0   | Овілл Маккензі         | TKO    | 8 (12), 2:46  | 11 грудня 2010    | Ехо Арена, Ліверпуль, Англія                   | |
| 14 | Перемога  | 14–0   | Боб Аджисейф           | UD     | 12            | 24 вересня 2010   | Гросвенор-хаус, Лондон, Англія                 | |
| 13 | Перемога  | 13–0   | Атолі Мур              | TKO    | 1 (12), 2:27  | 12 березня 2010   | Ехо Арена, Ліверпуль, Англія                   | |
| 12 | Перемога  | 12–0   | Мартіал Белла Олеме    | PTS    | 6             | 5 грудня 2009     | Метро-радіо Арена, Ньюкасл, Англія             | |
| 11 | Перемога  | 11–0   | Йиндржих Велекий       | TKO    | 1 (8), 1:28   | 30 жовтня 2009    | Ехо Арена, Ліверпуль, Англія                   | |
| 10 | Перемога  | 10–0   | Нік Окот               | TKO    | 3 (8)         | 18 вересня 2009   | Marriott Hotel Гросвенор-сквер, Лондон, Англія | |
| 9 | Перемога  | 9–0    | Меттью Елліс           | TKO    | 4 (6), 0:37   | 15 травня 2009    | Одіссей Арена, Белфаст, Північна Ірландія      | |
| 8 | Перемога  | 8–0    | Філ Гудвін             | KO     | 2 (4), 1:49   | 12 грудня 2008    | Kingsway Leisure Centre, Віднес, Англія        | |
| 7 | Перемога  | 7–0    | Євгенійс Андреєвс      | PTS    | 4             | 10 жовтня 2008    | Everton Park Sports Centre, Ліверпуль, Англія  | |
| 6 | Перемога  | 6–0    | Гастінгс Расані        | TKO    | 1 (4), 1:52   | 6 вересня 2008    | Манчестер Арена, Манчестер, Англія             | |
| 5 | Перемога  | 5–0    | Айтей Паверс           | PTS    | 4             | 10 липня 2008     | Goresbrook Leisure Centre, Лондон, Англія      | |
| 4 | Перемога  | 4–0    | Пол Бонсон             | PTS    | 4             | 5 квітня 2008     | Болтон Арена, Болтон, Англія                   | |
| 3 | Перемога  | 3–0    | Вейн Брукс             | KO     | 3 (4), 3:00   | 8 грудня 2007     | Болтон Арена, Болтон, Англія                   | |
| 2 | Перемога  | 2–0    | Адам Вілкокс           | TKO    | 3 (4), 1:56   | 3 листопада 2007  | Мілленіум, Кардіфф, Уельс                      | |
| 1 | Перемога  | 1–0    | Джемі Емблер           | TKO    | 2 (4), 1:00   | 6 жовтня 2007     | Ноттінгем Арена, Ноттінгем, Англія             | |